# Leslie (Fife)
Leslie è un villaggio del Fife, Scozia, Regno Unito, situato nella punta settentrionale della River Leven Valley, ad ovest di Glenrothes, con una popolazione, secondo stime del 2006, di 3.092 abitanti, mentre al censimento del 2001 aveva 2.998 abitanti.
Leslie fu eretta baronia da Giacomo II di Scozia nel 1458 per George Leslie, I conte di Rothes.